# Нагой, Фёдор Фёдорович
Фёдор Фёдорович Нагой (известен прозванием Федец) — голова, воевода, окольничий и боярин во времена правления Ивана IV Грозного и Фёдора Ивановича. Дед святого царевича Дмитрия Углицкого.
Из древнего дворянского рода Нагие. Третий из восьмерых сыновей окольничего Фёдора Михайловича Нагого.

## Биография

### Служба Ивану Грозному
Впервые упоминается в 1547 году в чине свадьбы царя Ивана Васильевича с Анастасией Юрьевой-Захарьиной. В 1551 году был записан в третью статью московского списка «лучших» детей боярских.
В 1562 году участвовал в Литовском походе: сперва он был в Смоленске приставом при царевиче Тохтамыше, а потом участвовал в походе под Оршу. В 1563 году участвовал снова в походе на Литву в качестве головы у служилых татар. В 1564—1565 годах был воеводой «на выласке» в Мценске, откуда под начальством Петра Серебряного снова ходил в Литву. В 1566—1567 годах Нагой был годовым воеводой в Чернигове. В 1570 году, когда в Москву приезжали польские послы, Фёдор Фёдорович был при них приставом. Затем служил первым воеводой в большом полку «у наряда» (артиллерии) на Оке. В 1571 году был послан с другими воеводами против крымских татар, сделавших нашествие на южно-русские области. В этом же году снова был отправлен воеводой в Чернигов, где пробыл до 1574 года, когда сопровождал царя в Серпуховском походе. В 1576 году снова находился при царе во время его похода в Калугу.
В 1577 году пожалован в окольничие. В 1579 и 1580 годах сопровождал царя в походах на Лифляндию. Изменилось положение Нагого в 1581 году, когда царь женился на его дочери — Марии Фёдоровне Нагой. Теперь он из простого воеводы превратился в тестя царя, одно из наиболее близких к нему лиц. Впрочем, личное влияние Нагого на дела было очень невелико.

### Служба Фёдору Ивановичу
Попытка его вступить в борьбу за влияние с Борисом Годуновым, фактически правившим страной, потерпела неудачу, и несмотря на то, что Фёдор Фёдорович был пожалован в бояре, после смерти царя Ивана Васильевича положение его при дворе изменилось к худшему. Когда был удалён в 1584 году в Углич его внук царевич Дмитрий со своей матерью, туда же был отправлен и Фёдор Фёдорович с сыновьями. После смерти Дмитрия (ум. 1591), когда следственная комиссия князя Василия Шуйского обвинила во всём Нагих, Борис Годунов воспользовался этим обстоятельством. Нагой был привезён под стражей в Москву и здесь после целого ряда допросов и пыток осуждён к ссылке. Отправленный в одну из отдаленных областей Русского царства, он уже до своей смерти в столицу не возвращался. Год смерти его неизвестен.

## Семья
По мнению историков и генеалогов Н. В. Мятлева (1872—1929) и Анат. Г. Грязного, дочь или сестра князя Василия Семёновича Фуникова-Кемского была женой Ф. Ф. Нагова, а следовательно и матерью его детей, за что часть звенигородской вотчины князей Фуниковых-Кемских получил Фёдор Фёдорович в приданое.
От брака имели детей:
- Мария Фёдоровна (в иночестве Марфа) — с 1581 года русская царица, мать святого царевича Дмитрия Углицкого.
- Михаил Фёдорович — воевода и боярин, отправлен с сестрой в Углич.
- Григорий Фёдорович — воевода и боярин, отправлен с сестрой в Углич.

## Отражение в искусстве
- «Годунов» — телесериал 2018 года, режиссёр Алексей Андрианов. В роли Федора Федоровича Нагого — Александр Пашутин.

## Источник
- Лихач. Нагой Федор Федорович // Русский биографический словарь: В 25 т. / под наблюдением А. А. Половцова. 1896—1918.
- Нагой-Федец Федор Федорович // Славянская энциклопедия. Киевская Русь — Московия: в 2 т. / Автор-составитель В. В. Богуславский. — М.: Олма-пресс, 2001. — Т. 2: Н—Я. — С. 8. — 816 с. — 5000 экз. — ISBN 5-224-02249-5.